# Ричице (Ловинац)
Ричице су насељено мјесто у јужној Лици. Припада општини Ловинац, у Личко-сењској жупанији, Република Хрватска.

## Географија
Насеље се налази на државном путу D50, Грачац – Госпић. Кроз насеље пролази и Личка пруга. Ричице су удаљене 10,5 км југоисточно од Ловинца, а од Грачаца 10,5 км сјеверозападно.

## Назив
Насеље Ричице је добило назив по истоименој ријеци која се у икавици изговара Ричица, мала ријека, односно, ријечица.

## Историја
Ричице се од распада Југославије до августа 1995. године налазило у Републици Српској Крајини. До територијалне реорганизације у Хрватској насеље се налазило у саставу бивше велике општине Грачац.

## Становништво
Према попису из 1991. године, насеље Ричице је имало 169 становника, међу којима је било 160 Хрвата, 2 Срба, 4 Југословена и 3 остали. Према попису становништва из 2001. године, Ричице је имало 114 становника. Према попису из 2011. године, Ричице је имало 76 становника.
| Демографија | Демографија | Демографија |
| Година      | Становника  | Становника  |
| ----------- | ----------- | ----------- |
| 1948.       | 675         |             |
| 1953.       | 594         |             |
| 1961.       | 500         |             |
| 1971.       | 376         |             |
| 1981.       | 268         |             |
| 1991.       | 169         |             |
| 2001.       | 114         |             |
| 2011.       |             | 76          |